# Ölene kadar
 (срп. До смрти) турска је телевизијска серија, снимана 2016. и 2017.

## Синопсис
Једанаест година раније, Дахан је био студент медицине, спреман да се ожени Берил, љубављу свог живота. Међутим, осуђен је на доживотну затворску казну због убиства које није починио. Захваљујћи злом Ендеру, који је желео Берил само за себе, оптужен је да је убио њеног оца, бизнисмена Сезаја. Берил је била сломљена кад је сазнала да је човек кога је волела и чије је дете расло у њеној утроби, крив за смрт њеног вољеног оца. Након неког времена, удала се за Ендера, свог пријатеља из детињства, који јој је у том тренутку био највећи ослонац. Ипак, Берли није била свесна да је Ендер заправо ђаво с хиљаду лица, који не преза ни од чега да би остварио своје циљеве.
Пошто је провео више од деценије иза решетака, Дахан је добио шансу да изађе на слободу. Посетила га је Салви, млада адвокатица на почетку каријере, којој би његова прича била први правни случај. Пронашла је доказ на који у кривичном поступку нико није обратио пажњу и успела је да убеди осуђеника да да свој пристанак за поновно покретање процеса.
Оно што Дахан не зна јесте да је Салви, чија је прошлост на неочекиван начин испреплетана с његовом, покуцала на врата његове ћелије због гриже савести, која је била главни окидач за то што је постала адвокатица. Одлучна адвокатица пак не зна да се залагањем за Дахинову слободу нашла на мети бескрупулозних моћника, који ће учинити све да је униште. 
Она успева да поништи пресуду, а на том путу се заљубљује у свог клијента. Међутим, њега напољу чека и Берил, такође прогоњена савешћу јер није веровала у његову невиност, а ту је и Ендер, који Дахану објављује рат до истребљења...

## Сезоне
| Сезона | Сезона | Број епизода (н) / (и)      | Приказивање у Турској                |
| ------ | ------ | --------------------------- | ------------------------------------ |
|        | 1      | 13 / 33 (1 — 13) / (1 — 33) | 12. јануар 2017 — 13. април 2017. () |

## Улоге
| Глумац:          | Улога:                    |
| ---------------- | ------------------------- |
| Енгин Акјурек    | Дахан Сојсур              |
| Фахрије Евџен    | Селви Нардан Вилдан Санер |
| Сарп Левендоглу  | Ендер Јоранел             |
| Гулџан Арслан    | Берил Карали              |
| Тансу Бичер      | Јилмаз Санер              |
| Ферди Санџар     | Фахри Бајсал              |
| Танер Туран      | Халил Сојсур              |
| Серпил Гул       | Сабиха Сојсур             |
| Дидем Балчин     | Шахика Јоранел            |
| Демир Карахам    | Музафер Јоранел           |
| Фатих Докгоз     | Ридван Ертугрул           |
| Гизем Кала       | Ајше Сојсур               |
| Џихан Сувариоглу | Осман                     |
| Ајкут Акдере     | Толга                     |
| Кадрије Кентер   | Закире                    |
| Рагип Саваш      | Мехмет                    |
| Лале Мансур      | Асуман Јоранел            |
| Месут Акуста     | Текин Зердан              |
| Авни Јалчин      | Сезаи Карали              |
| Ејлул Наз Озген  | Вилдан (девојчица)        |